# تفنگداران جزیره
تفنگداران جزیره (کره‌ای: 섬총사) یک برنامه سفری ریلتی شو کره جنوبی است که از تی‌وی‌ان پخش شد. یک کمدین، یک بازیگر زن و یک خواننده در یک گروه سه نفره به جزیره‌های مختلف سفر می‌کنند و در کنار ساکنان جزیره می‌مانند تا سبک زندگی آنها را تجربه کنند. فصل اول این برنامه از ۲۲ مه ۲۰۱۷، دوشنبه‌ها ساعت ۲۱:۳۰ (کی‌اس‌تی) پخش شد و بعداً به ساعت ۲۲:۵۰ (کی‌اس‌تی) تغییر کرد. کانگ هو دونگ در فصل دو نیز حضور داشت و لی سو گون و لی یون هی جایگزین کیم هی سون و جونگ یونگ هوا شدند. این فصل از ۲۵ ژوئن ۲۰۱۸ ساعت ۲۳:۰۰ (کی‌اس‌تی) پخش شد.